# یوناس آیر
یوناس آیر (انگلیسی: Jonas Auer؛ زادهٔ ۵ اوت ۲۰۰۰) بازیکن فوتبال اهل اتریش است.
از باشگاه‌هایی که در آن بازی کرده‌است می‌توان به باشگاه فوتبال ملادا بولسلاف و باشگاه فوتبال اسلاویا پراگ اشاره کرد.
وی همچنین در تیم‌های ملی فوتبال زیر ۱۷ سال اتریش و زیر ۲۱ سال اتریش بازی کرده‌است.